# Disputa de los Ritos

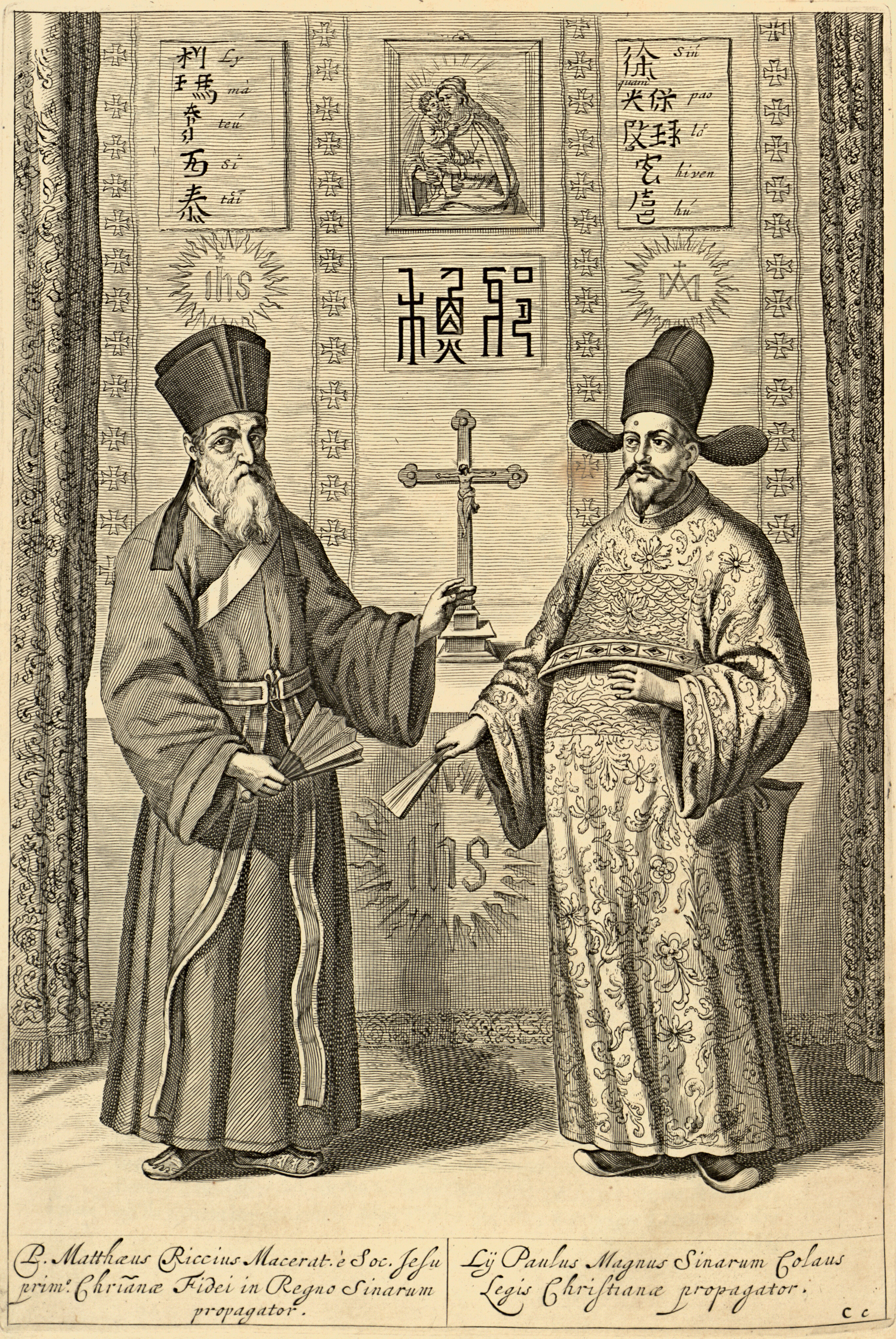
Matteo Ricci (izquierda) y Xu Guangqi (徐光啟) (derecha) en la edición china de Elementos de Euclides (幾何原本), publicada en 1670.

La disputa o controversia de los ritos (en chino tradicional, 中國禮儀之爭; en chino simplificado, 中国礼仪之争; pinyin, Zhōngguó Lǐyí Zhī Zhēng) se refiere a un conflicto que surgió durante los siglos XVII y XVIII entre misioneros católicos sobre la religiosidad del confucianismo y los ritos chinos. En el debate se discutía si las prácticas rituales chinas de honrar a los antepasados de la familia y otros ritos formales confucianos e imperiales chinos calificaban como ritos religiosos y eran, por tanto, incompatibles con las creencias católicas. Los jesuitas sostenían que estos ritos chinos eran rituales seculares compatibles con el cristianismo, dentro de ciertos límites, y que por tanto debían ser tolerados. Los dominicos y los franciscanos, sin embargo, no estaban de acuerdo y reportaron la cuestión a Roma.
La Sagrada Congregación para la Propagación de la Fe se puso del lado de los dominicos en 1645 al condenar los ritos chinos basándose en su reporte. Sin embargo, la misma congregación se puso del lado de los jesuitas en 1656, levantando así la prohibición. Fue una de las muchas disputas entre jesuitas y dominicos en China y en otros lugares de Asia, incluyendo Japón y la India. El conflicto entre los jesuitas y sus oponentes adquirió una dimensión histórica, ya que los primeros insistieron en que los europeos y los chinos tenían una historia compartida, lo que se interpretó como una legitimación de la «acomodación» jesuita de los ritos chinos y sus nombres para referirse al Dios cristiano.
La controversia involucró a las principales universidades europeas; el emperador Kangxi de la dinastía Qing y varios papas (entre ellos Clemente XI y Clemente XIV) examinaron el caso; también intervinieron las Congregaciones de la Santa Sede. A finales del siglo XVII muchos dominicos y franciscanos cambiaron de postura y se mostraron de acuerdo con la opinión de los jesuitas, pero Roma no estuvo de acuerdo. Clemente XI prohibió los ritos en 1704. En 1742, Benedicto XIV reafirmó la prohibición y prohibió el debate.
En 1939, después de dos siglos, la Santa Sede volvió a evaluar la cuestión. El 8 de diciembre de 1939, Pío XII emitió un decreto que autorizaba a los católicos chinos a observar los ritos ancestrales y a participar en las ceremonias de homenaje a Confucio. El principio general de admitir a veces las tradiciones autóctonas incluso en la liturgia de la Iglesia, siempre que dichas tradiciones armonicen con el verdadero y auténtico espíritu de la liturgia, fue proclamado por el Concilio Vaticano II (1962-65).

## Contexto general
En Europa, se ve con mucho interés el desarrollo de las colonias en regiones alejadas. China, debido a su diferente civilización, despierta el interés de los intelectuales. Esta curiosidad es alimentada por los numerosos libros escritos por los misioneros, especialmente jesuitas.
Hacia finales del siglo XVII tiene lugar entre la opinión religiosa el debate de los ritos: una confrontación entre un cristianismo chino ortodoxo y una adaptación a los hábitos y usos locales.

## Puntos del litigio

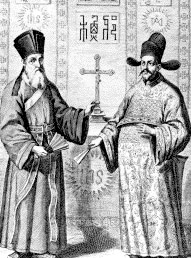
Matteo Ricci (Li Madou) y Xu Guangqi. En: Athanasius Kircher: China Illustrata, 1667

Los debates se articulan alrededor de varios puntos. El primer punto, se refiere a la traducción del término Dios. El primer nombre, tianzhu, viene de los budistas, mientras que el segundo, tiandi, deriva del confucionismo.
La cuestión consiste también en saber si la palabra Cielo, tian, es para los chinos el simple cielo material o si contiene también la idea de un principio supremo. De la misma forma, todas las palabras vinculadas al culto cristiano (templo, sacrificio, etc.) se han extraído de los clásicos chinos por los Jesuitas. El segundo punto se refiere a una tablilla caligrafiada y ofrecida por el emperador con la inscripción “adorar el cielo”, jing tian. Esta tablilla se copia y se coloca en las iglesias de China. Los chinos la veneran, ya que viene del emperador. ¿Es un simple símbolo de protección del emperador o es idolatría?.
Después de 1633, el debate se extiende al resto de órdenes misioneras. Los dominicos acusan a los jesuitas de permitir a sus convertidos celebrar ritos de sus antepasados y confucionistas. En 1639, comienza una investigación ordenada por Roma para averiguar la veracidad de las acusaciones.
Los decretos de los papas se siguen y se contradicen. En 1645, un decreto del papa Inocencio X declara estas ceremonias como supersticiosas e idólatras. En 1656, un decreto opuesto del nuevo papa Alejandro VII considera una parte de las ceremonias, los homenajes a los antepasados, como hábitos civiles. Finalmente, en 1669, Clemente IX declara el primer decreto válido. Ante las distintas proclamaciones, reina la confusión. En 1693, un mandamiento propuesto por Charles Maigrot de Crissey, vicario papal en Fukien (o Fujien), es el elemento desencadenante de la crisis. Contiene una propuesta: utilizar la palabra tianzhu para denominar a Dios, prohibir la tablilla imperial en las iglesias, prohibir también los ritos a Confucio y condenar los cultos a los antepasados. Esto sucede al mismo tiempo que el emperador Kangxi publica el Edicto de la Tolerancia.
Los jesuitas y el resto de órdenes de misioneros comparten distintas opiniones. En el grupo de los favorables a los ritos, se encuentran los misioneros que llevan mucho tiempo en China, influenciados por los intelectuales chinos. Del mismo modo, los seguidores de Ricci, partidarios de convertir a la clase social alta, son también favorables a los ritos. Otro grupo de misioneros que trabajan en la cristianización del pueblo llano y que se enfrentan a diario a los ritos y supersticiones locales, son favorables a la propuesta de Monseñor Maigrot. Por otra parte, a los chinos no les parece bien que los misioneros se opongan a sus ritos y tradiciones.

## Condena papal definitiva
En el año 1704 un decreto del papa Clemente XI condena definitivamente los ritos chinos. Se reanudan los puntos de la propuesta de Monseñor Maigrot. En ese mismo momento se instala por el emperador el sistema de “piao”, un permiso de residencia que incluía la condición de seguir la práctica de Matteo Ricci de tolerar los ritos. Maigrot como enviado del Papa en China se niega a tomar el “piao”, por lo que es expulsado del país.
El emperador Kangxi se implica entonces en el debate. Convoca al ayudante de Maigrot y lo somete a una prueba de cultura; éste no consigue leer una serie de caracteres, por lo que el emperador declara que es su ignorancia lo que le hace decir idioteces sobre los ritos. Además le acusa de revolver entre los espíritus antes que preocuparse de extender la fe cristiana. Los chinos comienzan a percibir la falta de unidad en el mensaje de los misioneros.
Una nueva delegación encabezada por Monseñor Mezzabarba llega a China para hacer aceptar a los jesuitas el mandamiento de Maigrot. La tensión se rebaja y Mezzabarba es presionado para que apruebe los ritos. Una bula papal de Benedicto XIII en 1721, concede ocho concesiones requeridas por los jesuitas que son transmitidas por Mezzabarba. Una nueva bula papal, esta vez de Benedicto XIV, revoca estas concesiones y exige en adelante un juramento por parte de los misioneros.
Entre estos decretos, Yongzheng sucede como emperador a Kangxi y prohíbe el cristianismo en 1724. A partir de 1746, hay persecuciones, se busca y se envía a todos los europeos en China a Macao, y de allí a Europa. El gobierno busca también a los convertidos y los obliga a renunciar a su fe. La represión se vuelve más dura y violenta, primero en las ciudades y posteriormente en el medio rural.